# Asteron
Asteron là một chi nhện trong họ Zodariidae.

## Các loài
Các loài trong chi này gồm:
- Asteron biperforatum Jocqué & Baehr, 2001
- Asteron grayi Jocqué & Baehr, 2001
- Asteron hunti Jocqué & Baehr, 2001
- Asteron inflatum Jocqué & Baehr, 2001
- Asteron quintum Jocqué & Baehr, 2001
- Asteron reticulatum Jocqué, 1991 *
- Asteron tasmaniense Jocqué & Baehr, 2001
- Asteron zabkai Jocqué & Baehr, 2001